# 王宮 (バンコク)
タイのバンコク・プラナコーン区にある王宮（タイ語: พระบรมมหาราชวัง、英語: Grand Palace）はタイ国王の「公的」な居住地であり、国内すべての宮殿の中でもっとも重要とされる宮殿。ただし、実際にはラーマ9世以降国王は居住しておらず、日常的な公務もここで行われていないが、戴冠式、上級王族の葬儀、国王誕生日謁見の儀などの重要式典は、ここが使用される。大まかに外朝と内朝に分かれているが、一般公開されているのは、外朝の一部のみで、内朝は公開されていない。

## 名称
この宮殿の名称には特定の固有名詞等が含まれていない。タイ語ではこの宮殿はプラボーロンマハーラーッチャワン（พระบรมมหาราชวัง）と呼ばれるが、これは大宮殿という意味の語（前述タイ語の最後の言葉「ワン」）を絶対敬語にしたものであり一般名詞である。従って日本語では「王宮」のような言葉でしか表せない。

## 概説
王宮の建設は1782年5月6日に着工した。当時は木造のタイの伝統的様式で建てられていた。翌年から徐々に要塞化して石材の建造物を建設し、国王を経るごとに増築され続け現在みられるような形になった。
王宮はおおざっぱに北から寺院（ワット・プラケーオ）やかつて公官庁が存在した外側部分、国王のオフィスである中間部分、国王の家族が居住する内側部分となっており、宮殿の北側を「前」と表現するなど北向きを意識して建てられた宮殿である。
伝統的に王室専用の仏教寺院が付属することが一般的であった時代に建築されたため、ワット・プラケーオを王宮に含めることが多いが、ここでは寺院については触れず、寺院に関しては該当ページを参照するものとする。

## 建築物

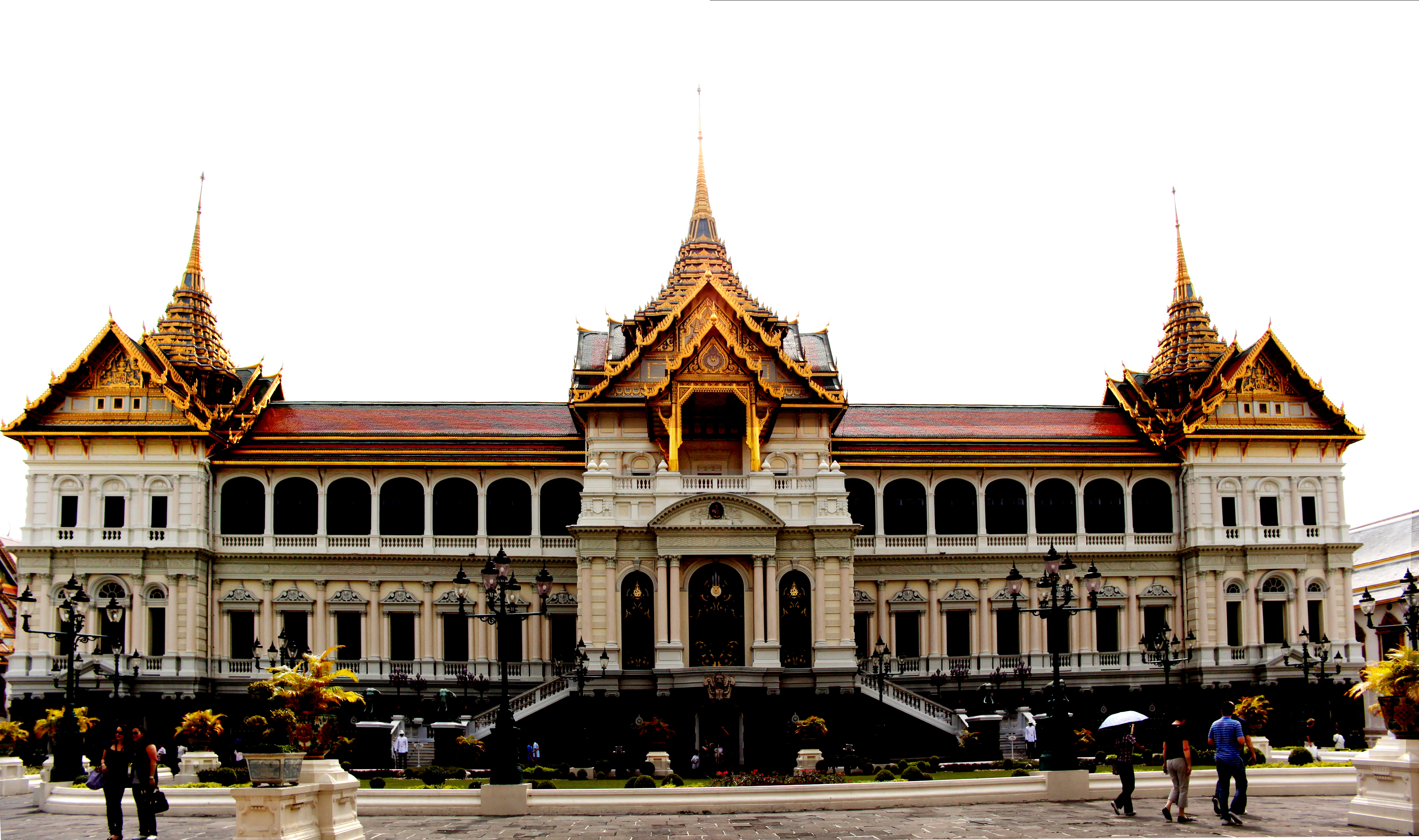
チャクリーマハープラーサート宮殿

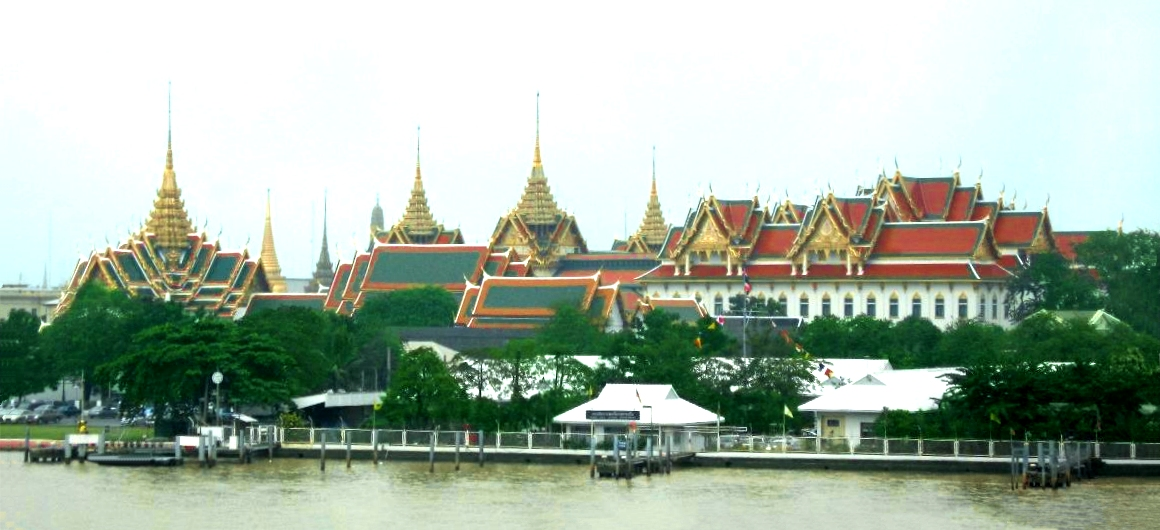
チャクリーマハープラーサート宮殿

### プラマハーモンティエンの建造物群
プラマハーモンティエンとはモンティエンつまり王宮の中枢に当たる部分を敬語化した言葉である。現存する建造物の中でも古い部類に入る建物で1785年にラーマ1世に建てられ、その後ラーマ4世（モンクット）までがここを住居とした。内部が一般に公開されているのはアマリンタラウィニチャイマハイスラヤピマーン宮殿（通称アマリン宮殿、アマリンウィニチャイ宮殿）のみである。この宮殿群を構成する建造物には以下の建築物があるが殆ど非公開で外からも見ることができない。
- タワーンテーワピバーン門・・・大理石と陶器の破片でできた門であり、ラーマ4世の命よる建造物。
- アマリン宮殿・・・ラーマ3世によるモンティエンの大改修によってそれまで中心として機能していたパイサーンタクシン宮殿の北に建てられた。モンティエンのなかでも王の玉座が安置されている所であり、玉座の上にそのまま座る事が出来ず、椅子もその上に常設されていない為、国王が玉座に着座するにあたり、プラティーナングプッターンカーンチャナシンハート(พระที่นั่งพุดตานกาญจนสิงหาสน์)という国王専用の黄金色の椅子が玉座の上に臨時的に載せられ、国王が玉座の上に既に安置されたその椅子に着座する。後にチャクリー宮殿が建設されるまで、王宮を代表する宮殿であった。京都御所の紫宸殿や北京の紫禁城の大和殿にあたると言える。
- ホー・サーストラーコム・・・王専属のモン族仏僧のために作られた庫裏である。当時モン族の仏僧を宮廷内に置くのが習慣であったためにのような建造物が造られた。
- ドゥシッダーピロム宮殿・・・現在見られるものはラーマ5世（チュラーロンコーン）時代のものである。御輿に乗るときの台座や、象に乗る際に使われた台座が南北の壁にある。国王が外出する際に使われた宮殿。
- ラーチャルディー宮殿・サナームチャン宮殿・・・そとに作られた屋根付きの休息所で、吹き抜けである。いわゆるサーラーと呼ばれるタイ式の休息所の王宮的なものである。
- パイサーンタクシン宮殿
- ホー・プラスラーライピマーン・・・国王が所有している仏陀を保管する所。
- ホー・プラタートモンティエン
- チャクラパットピマーン宮殿・・・ラーマ2世時代までメインの宮殿として機能していた。東西に副殿を有する。
- 前側（北）の朝見の間（トーンプラローンナー）・後側（南）の朝見の間（トーンプラローンラン）
- 後側の謁見の間の東西副殿。

### チャックリーマハープラーサート宮殿群

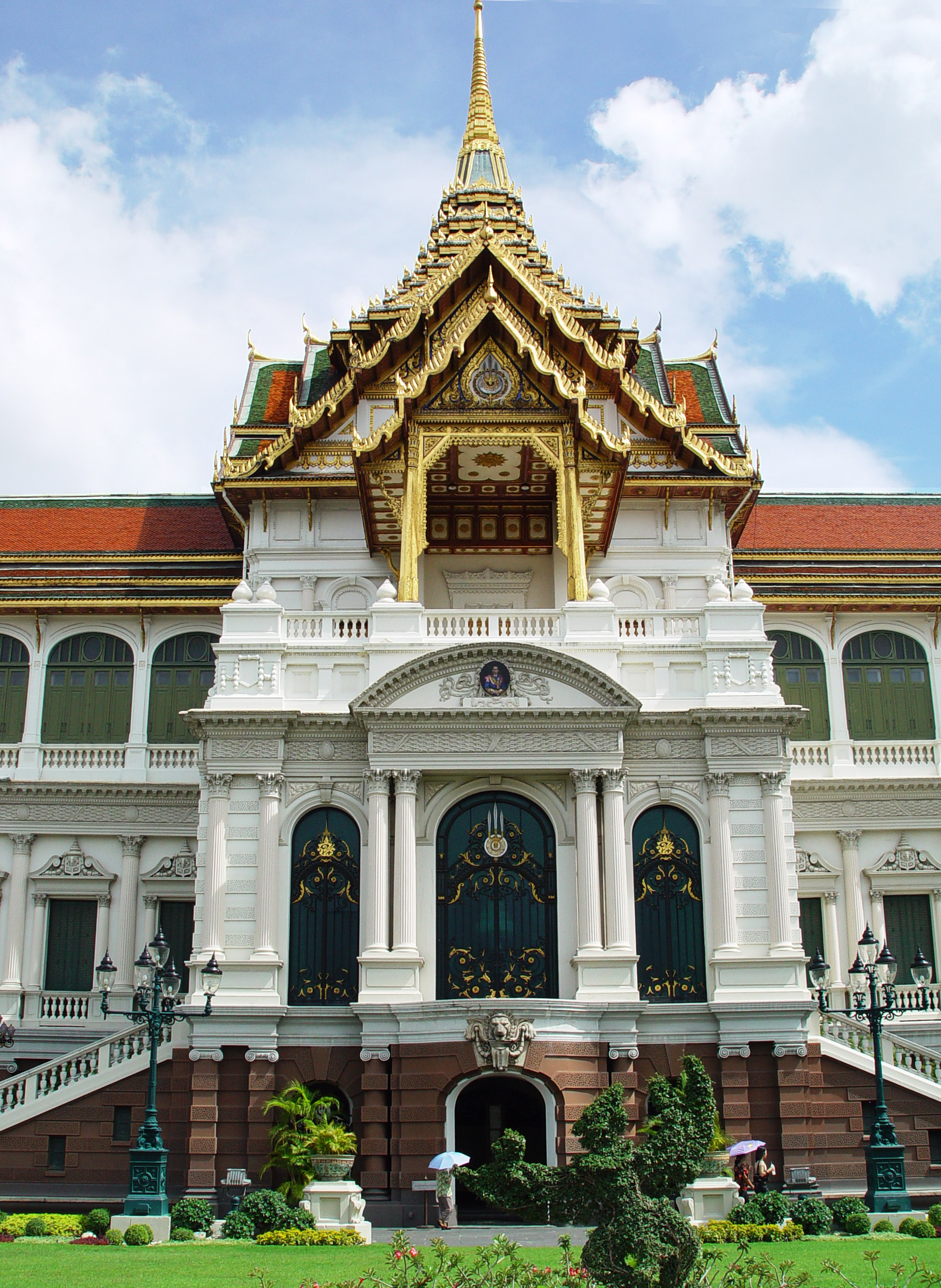
チャクリー宮殿

チャックリーマハープラーサート宮殿（チャクリー宮殿）を一番手前の北側に置いて南に展開する宮殿群である。これらの宮殿は即位後、建造を計画したラーマ5世（チュラーロンコーン）の幼少期を過ごしていた場所であり、即位の後、モンティエンに移るよりもこちらを増築することを選んだ。建築は即位直後の1868年からはじまりチャクリー宮殿以外は1873年に完成した。ラーマ5世は、153人の妻や子供のため王宮が手狭になったため、ウィマーンメーク宮殿を建設し1900年そこに移り住んだ。なおほとんどの宮殿は非公開である。
- チャクリー宮殿・・・1876年5月7日着工、1882年完成。設計・現場監督はシンガポールの建築家であったジョン・クラニッチで助手はヘンリー・クラニッチ・ロス。当初は完全な洋風建築を目指したが、途中で屋根の部分をタイ風建築にした。通常王宮と言えばこの建造物を思い起こす人が多い。現在この建造物は王族の納骨堂となっており、軒下は武器博物館として、一般公開されている。
- ムーンサターンボーロマアート宮殿・・・国王のダイニングルームとして利用された。
- ソンムットテワラートウッバット宮殿・・・ラーマ5世の生家であり、奴隷解放宣言をした所である。
- ダムロンサワットアナンウォン宮殿・・・喫茶ルームとして使われた。
- ニパットポンタウォーンウィチット宮殿・・・衣装収納用の宮殿である。

### ドゥシットマハープラーサート宮殿群
ドゥシットマハープラーサート宮殿（通称ドゥシット宮殿であるが、ウィマーンメーク宮殿一帯をドゥシット宮殿とも呼ぶので注意）を筆頭に、ピマーンラッタヤー宮殿、アーポーンピローク宮殿、ラーチャクランヤサパー宮殿、が存在する。国王や王妃、高位の王族が死んだ際に遺体安置所として利用される。ドゥシット宮殿はもともと、アユタヤ王朝のサンペット宮殿を元にして1785年に着工した宮殿であるが1789年に消失したため、再建されその後も国王を経るたびに変更を加えられたため、原型をとどめていない。この原型を考古学的な考察に基づいて復元した物がムアン・ボーラーンにある。

### その他
プッタイサワンプラーサート宮殿
通称プッタイサワン宮殿。城壁の東側、サナームチャイ通りに面した建造物で、宮殿の中心に外を見るためのベランダがある。国王がお祭りを見学したり、戦象の調教を見るところであったが、現在は国王が一般民衆に直接宣言したりする際に利用される事がある。

### 洋館
ボーロマピマーン宮殿
皇太子ワチルンヒット王子のためにラーマ5世が作った純洋風の宮殿。ラーマ6世から8世まで国王の住居として利用された。
ワット・プラケーオ博物館
元造幣局でローン・カサープシッティカーンと呼ばれた。ルネサンス様式の建築物。1857年に開かれ1902年に新たな造幣局が作られるまで使われた。1982年より博物館。
サーラー・サハタイサマーコム
一階建ての建築でドリス様式の円柱と壁柱を持つ。1871年ラーマ5世の私兵団の事務所として建設され、コンコーディア・ホールと呼ばれた。ラーマ7世（プラチャーティポック）によって1875年迎賓館として利用されることになり、現在の名前に変えられた。
サーラー・ルーククンナーイ
元々はラーマ1世によって建てられた物で、国王が政府高官と謁見する場所であった。ラーマ3世はこれをコンクリート製の建造物に変更、ラーマ5世によって現在の洋風建築となった。コリント様式の壁柱を持つゴシック様式の建造物である。